# Gianna Terzi
Gianna Terzi, también conocida como Yianna Terzi (Γιάννα Τερζή; Salónica, 1 de diciembre de 1980), es una cantante griega.
Representó a Grecia en el Festival de la Canción de Eurovisión 2018 con la canción Oniro mou.
Hija del famoso cantante de música laïkó Paschalīs Terzīs, Gianna Terzī nació en Salónica y se mudó a Atenas a la edad de 20 años para completar sus estudios musicales. Gianna firmó un contrato con la filial griega de Universal, Minos EMI, que dio lugar al lanzamiento de dos álbumes: Gyrna a kleidi (2006) y Ase me na taxidepsō (2008). Luego se mudó a los Estados Unidos, donde trabajó como cazatalentos para Interscope Records.
En noviembre de 2017 fue confirmada como uno de los cinco finalistas de la selección griega para el Festival de Eurovisión 2018. El evento, inicialmente programado para el 16 de febrero y celebrado el 22, fue cancelado debido a la descalificación de los otros cuatro participantes, lo que hace que Gianna, de hecho, sea la única representante griega que pueda participar en Eurovisión. La noticia de la participación de Gianna con su canción Oneiro mou fue confirmada por la agencia de radiodifusión griega ERT el 16 de febrero de 2018.
Después, el 6 de junio de 2018 versionó Oneiro mou al inglés, siendo el resultado la canción Eternity.

## Discografía

### Álbumes
- 2006: Γύρνα το Κλειδί (Gýrna to klidí)
- 2008: Άσε με να Ταξιδέψω (Àse me na taxidépso)

### Sencillos
- 2008: Άσε με να Ταξιδέψω (Àse me na taxidépso)
- 2018: Όνειρό μου (Óniró mou)